# فرودگاه نیکولسک
فرودگاه نیکولسک فرودگاهی عمومی واقع در نیکولسک در کشور روسیه است.